# The Dixie Dead
Albums de Wednesday 13
Spook & Destroy
(2012) Undead Unplugged
(2014)
The Dixie Dead est le cinquième album solo du chanteur de horror punk Wednesday 13, sorti le 19 février 2013 via son propre label Wednesday 13, LLC.
L'album est décrit par son auteur comme étant le plus important et le plus représentatif de sa carrière. Une vidéo promotionnelle a été tournée pour la chanson Get Your Grave On (avec la participation de Calico Cooper, fille d'Alice Cooper).

## Liste des chansons
1. Death Arise - Intro
2. Blood Sucker
3. Get Your Grave On
4. Curse The Living
5. Too Fast For Blood
6. Hail Ming
7. Coming Attractions
8. The Dixie Dead
9. Ghost Stories
10. Fuck You (In Memory Of...)
11. Carol Anne... They're Here
12. Hands Of The Ripper
13. Death Arise - Overture

## Personnel
- Wednesday 13 - Chant, claviers, production
- Roman Surman - Guitare lead, claviers, chœurs
- Jack Tankersley - Guitare rythmique, chœurs
- Jason "Shakes" West - Batterie
- Troy Doebbler - Basse, chœurs
- Brian Totten - Autres percussions
- Brent Clawson - Ingénieur du son
- James "Snap Happy" Williams - Photographie
- Marlene Veslasco - Artwork, conception de la pochette
- David A. Frizell - Artwork